# Peter Göbl
Peter Göbl (* 24. Mai 1851 in Winklhart; † 15. Februar 1916) war ein römisch-katholischer deutscher Geistlicher.
Göbl wurde am 29. Juni 1877 zum Priester für das Erzbistum München und Freising geweiht. 1891 wurde er in das Bistum Augsburg inkardiniert. Papst Pius X. ernannte ihn am 28. Februar 1911 zum Titularbischof von Sinope und Weihbischof in Augsburg. Maximilian von Lingg, Bischof von Augsburg, spendete ihn am 2. April 1911 die Bischofsweihe. Mitkonsekratoren waren Johannes Leo von Mergel, Bischof von Eichstätt, und Johann Baptist von Neudecker, Weihbischof in München und Freising.